# مبرهنة أبي عبد الإله
تشير مبرهنة أبي عبد الإله إلى مبرهنتين مختلفتين، واحدة في نظرية الأعداد وواحدة في الهندسة الرياضية. سميت هاته المبرهنة هكذا نسبة إلى عالم الرياضيات المغربي دريس أبو عبد الإله.

## نظرية الأعداد
انظر إلى مجموعة مرتبة جزئيا وإلى مبرهنة ديلوورث.